# Augustasaurus
Augustasaurus hagdorni
Genre
Espèce
Augustasaurus est un genre fossile de sauroptérygiens ayant vécu durant l'étage Anisien du Trias moyen dans ce qui est actuellement l'Amérique du Nord. Une seule espèce est connue, Augustasaurus hagdorni, décrite en 1997 à partir de fossiles découverts au sein de la formation de Favret, dans l'État du Nevada, aux États-Unis. 
Augustasaurus est un pistosauroïde ayant une taille estimée entre 2,5 à 3 m de long. Le crâne possède des dents semblables à des crocs, indiquant un régime alimentaire composée de poissons et de calmars. Son anatomie postcrânienne est semblable à celui des futurs plésiosaures, auquel il partage visiblement un ancêtre commun d'après les analyses phylogénétiques les plus récentes.
La formation de Favret, d'où est connu Augustasaurus, contient de nombreux fossiles de reptiles marins datant du Trias moyen. Les fossiles incluent principalement des ichthyosaures, Augustasaurus étant quant à lui l'unique sauroptérygien ayant été identifié dans la zone.

## Découverte et nommage
Le premier fossile connu d’Augustasaurus est découvert en 1993 dans le Muller Canyon, au sein des montagnes Augusta situées dans le Nevada, aux États-Unis. Il fut exhumé dans le membre de Fossil Hill de la formation de Favret, un site datant de l'Anisien tardif du Trias moyen. Le fossile consiste en un squelette partiel, catalogué FMNH PR 1974, ayant été en partie détruit à cause des intempéries. Après analyse, les paléontologues Paul Martin Sander (de), Olivier Cedric Rieppel (d) et Hugo Bucher (d) l'érigent comme l’holotype d’un nouveau genre et espèce sous le nom d’Augustasaurus hagdorni. Le nom du genre est une combinaison d’Augusta et du mot en grec ancien σαῦρος / saûros, « lézard », le tout signifiant « lézard d'Augusta », en référence à sa localité type. L’épithète spécifique est quant à lui nommé en l'honneur du paléontologue allemand Hans Hagdorn, ayant participé avec l'équipe de description à la recherches de nombreux reptiles marins européens ayant vécu durant le Trias.
Dans l'article publié en 1997, les auteurs mentionnent que le squelette n'est pas complètement préparé et n'est donc que partiellement décrit. Une seconde étude concernant le taxon est publiée en 2002 et concerne cette fois-ci le crâne, qui fut récupéré peu après la découverte du squelette postcrânien partiel. Le crâne et le squelette postcrânien font d'ailleurs partie du même individu.

## Description

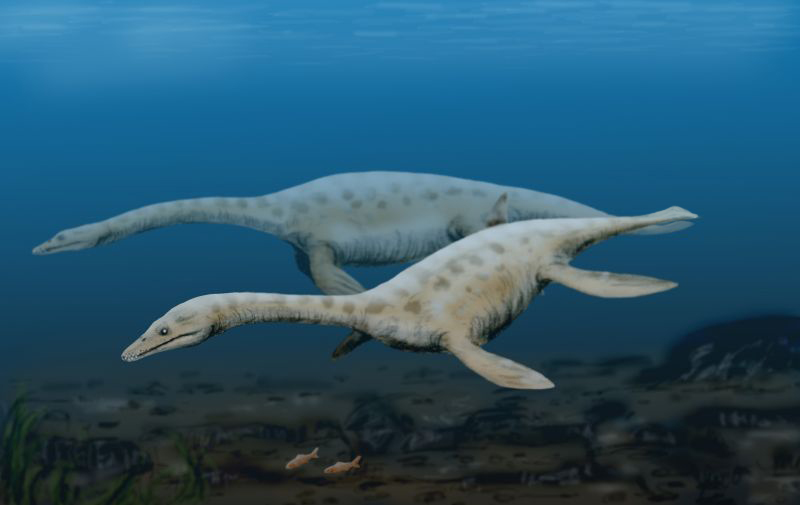
Reconstitution par Nobu Tamura d'un couple d’A. hagdorni.

Augustasaurus aurait atteint 2,5 à 3 m de long pour une masse corporelle de 100 kg. Son crâne partage de nombreuses caractéristiques générales avec son proche parent Pistosaurus, telles que de grands arcs temporaux supérieurs en forme de lame. Le rostre allongée du crâne se rétrécit jusqu'à une pointe émoussée, les dents des prémaxillaires antérieures et maxillaires sont décrites comme « en forme de crocs » et le squamosal forme un suspensorium en forme de boîte.
Les épines neurales dorsales d’Augustasaurus sont basses mais présentent des sommets rugueux. Ses coracoïdes sont de grandes plaques semblables à celles des autres plésiosaures. Cependant, le foramen coracoïde est absent d’Agustasaurus, d'une manière similaire à ceux du pistosauroïde Corosaurus (en). Ses côtes cervicales ont un processus antérieur et, comme la plupart des plésiosaures, les vertèbres d’Augustasaurus ont des « processus transversaux épaissis ».

## Classification
Augustasaurus appartient au clade des Pistosauroidea, un groupe de sauroptérygiens incluant les ancêtres des célèbres plésiosaures,. Les premières descriptions classaient Augustasaurus dans la famille proposée des Pistosauridae, classée en tant que taxon frère du genre type Pistosaurus,,. Cependant, la monophylie entre les deux genres n'est plus pris en charge par Yen-Nien Cheng et ses collègues en 2006, où il est désormais classé comme le taxon frère des Plesiosauria. Une étude réalisée en 2011 par Hilary F. Ketchum et Roger B. J. Benson donne un résultat cladistique similaire
Ci-dessous, le cladogramme des Pistosauroidea basé d'après Ketchum & Benson (2011) :
|  | Bobosaurus                                                     |
|  |                                                                |
|  | Pistosaurus                                                    |
|  |                                                                |
|  | Yunguisaurus                                                   |
|  |                                                                |
|  | \| \| Augustasaurus \| \| \| \| \| \| Plesiosauria \| \| \| \| |
|  |                                                                |
|  | Augustasaurus                                                  |
|  |                                                                |
|  | Plesiosauria                                                   |
|  |                                                                |

|  | Augustasaurus |
|  |               |
|  | Plesiosauria  |
|  |               |

|  | Bobosaurus                                                     |
|  |                                                                |
|  | Pistosaurus                                                    |
|  |                                                                |
|  | Yunguisaurus                                                   |
|  |                                                                |
|  | \| \| Augustasaurus \| \| \| \| \| \| Plesiosauria \| \| \| \| |
|  |                                                                |
|  | Augustasaurus                                                  |
|  |                                                                |
|  | Plesiosauria                                                   |
|  |                                                                |

|  | Augustasaurus |
|  |               |
|  | Plesiosauria  |
|  |               |

|  | Bobosaurus                                                     |
|  |                                                                |
|  | Pistosaurus                                                    |
|  |                                                                |
|  | Yunguisaurus                                                   |
|  |                                                                |
|  | \| \| Augustasaurus \| \| \| \| \| \| Plesiosauria \| \| \| \| |
|  |                                                                |
|  | Augustasaurus                                                  |
|  |                                                                |
|  | Plesiosauria                                                   |
|  |                                                                |

|  | Augustasaurus |
|  |               |
|  | Plesiosauria  |
|  |               |

|  | Bobosaurus                                                     |
|  |                                                                |
|  | Pistosaurus                                                    |
|  |                                                                |
|  | Yunguisaurus                                                   |
|  |                                                                |
|  | \| \| Augustasaurus \| \| \| \| \| \| Plesiosauria \| \| \| \| |
|  |                                                                |
|  | Augustasaurus                                                  |
|  |                                                                |
|  | Plesiosauria                                                   |
|  |                                                                |

|  | Augustasaurus |
|  |               |
|  | Plesiosauria  |
|  |               |

## Paléobiologie
Du fait de son long cou, sa petite tête et ses dents semblables à des crocs, Augustasaurus se serait nourri de poissons et de calmars, de la même manière que les autres pistosauroïdes.

## Paléoécologie

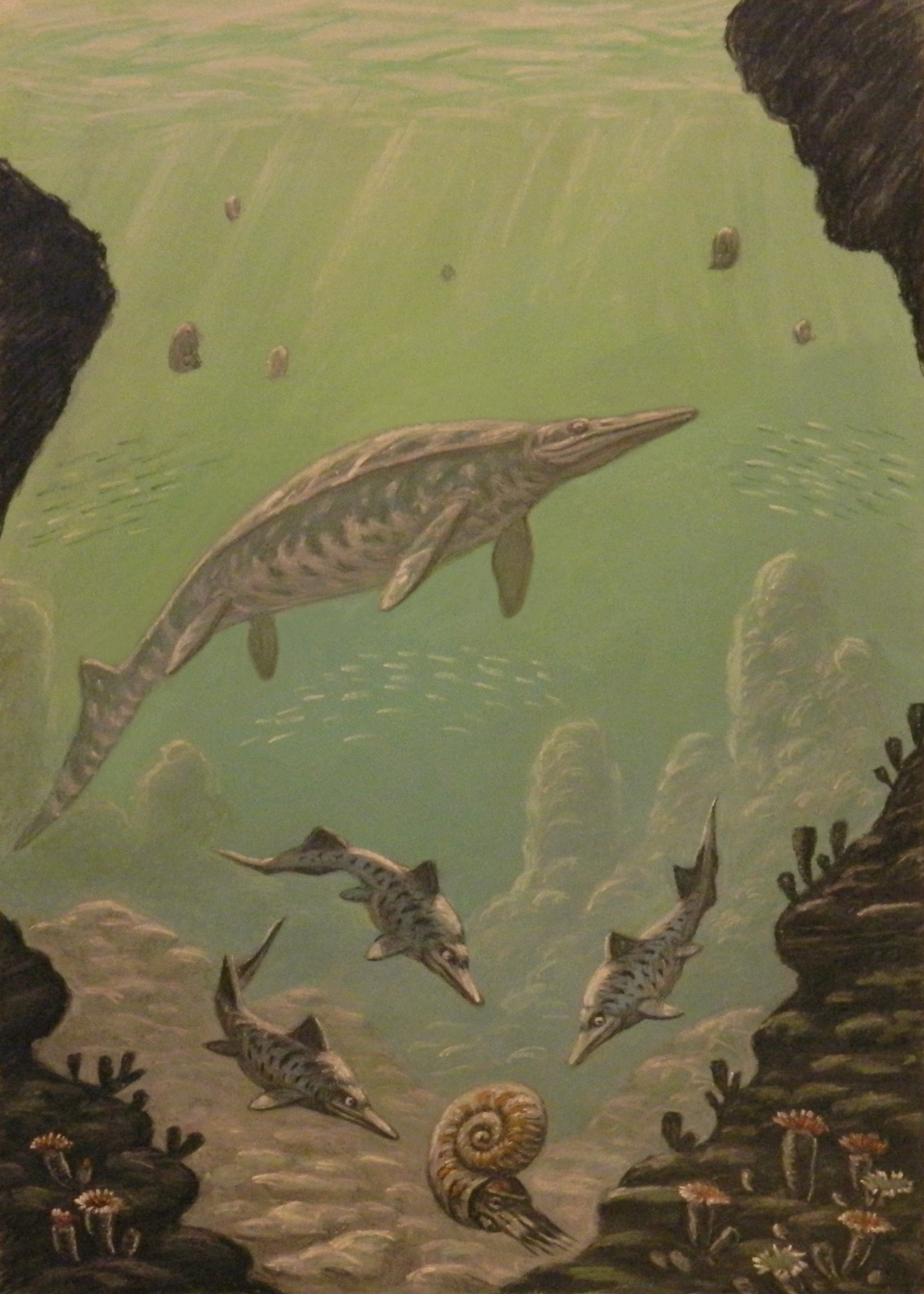
Vue d'artiste d'un Cymbospondylus nageant à proximité d'un groupe de Phalarodon, deux ichthyosaures contemporains d’Augustasaurus.

Augustasaurus est connu de la formation de Favret, qui, avec la formation de Prida (en), constitue une des deux formations géologiques reconnues du groupe de Star Peak (en), situé au Nevada. Ces deux formations sont liées par un unique et même membre, connu sous le nom de membre de Fossil Hill. Dans la formation de Prida, ce membre affleure l'ouest du chaînon Humboldt (en), et s'étend jusqu'à la formation de Favret, affleurant les montagnes Augusta, où il s'étend jusqu'à plus de 300 m de large,. Bien qu'étant voisines, les deux formations ne partagent pas précisément le même âge, celui de Prida datant du milieu de l'Anisien, tandis que celui de Favret date de l'Anisien tardif, entre environ 244 et 242 millions d'années. 
La présence importante de reptiles marins, d'ammonites et d'autres invertébrés dans le membre de Fossil Hill montre que les eaux de surface furent bien aérées, mais qu'il y a cependant peu de présence animal dans les zones benthiques, à l'exception notable des bivalves de la famille des Halobiidae. Les fossiles retrouvées montrent ainsi que l'unité rocheuse était autrefois un écosystème pélagique ayant un réseau trophique stable. Les poissons osseux sont peu répertoriés. Chez les poissons découverts on trouve les actinoptérygiens Saurichthys (en) et un représentant indéterminée, tandis que chez les sarcoptérygiens, de nombreux spécimens de coelacanthidés indéterminées sont connus. Les reptiles marins les plus abondants du membre de Fossil Hill sont les ichthyosaures, incluant le superprédateur Thalattoarchon, Phalarodon, Omphalosaurus et l'imposant  Cymbospondylus. Peu d'autres reptiles marins sont connus dans le membre de Fossil Hill, le seul clairement identifié étant le sauroptérygien Augustasaurus lui-même,.